# Byret
En byret er en domstol tilknyttet en retskreds. Byretten er den mest lokale domstol, hvorfra sager kan ankes til de højere niveauer, Landsretterne, og derfra videre til Højesteret. Der findes en byret for hver retskreds i Danmark – i alt 24 – og her starter de fleste retssager. Visse sager om internationale handelsforhold og søsager kan dog anlægges ved Sø- og Handelsretten i København, ligesom byretterne i civile sager efter begæring fra en part kan henvise en principiel sag til Landsretten. 
Københavns Byret er Danmarks største byret og domstol for Københavns Retskreds. Den har til huse i Domhuset på Nytorv.
Administrationen af domstolenes virksomhed varetages af Domstolsstyrelsen.
Byretterne varetager ligeledes funktionerne som boligretten, fogedretten og skifteretten (funktionen som skifteret i insolvenssager varetages i Københavnsområdet dog af Sø- og Handelsretten).
Udover dette tredelte system af domstole, findes specielle retter og domstole, bl.a. arbejdsretten samt Sø- og Handelsretten.

## Danmarks byretter
- Københavns Byret
- Retten i Esbjerg
- Retten i Glostrup
- Retten i Helsingør
- Retten i Herning
- Retten i Hillerød
- Retten i Hjørring
- Retten i Holbæk
- Retten i Holstebro
- Retten i Horsens
- Retten i Kolding
- Retten i Lyngby
- Retten i Nykøbing F.
- Retten i Næstved
- Retten i Odense
- Retten i Randers
- Retten i Roskilde
- Retten i Svendborg
- Retten i Sønderborg
- Retten i Viborg
- Retten i Aalborg
- Retten i Aarhus
- Retten på Bornholm
- Retten på Frederiksberg

### Nordatlanten
- Retten i Grønland, dækkende Grønland (desuden 4 kredsretter)
- Retten i Tórshavn, dækkende Færøerne

## I det øvrige Skandinavien
- I Sverige er Tingsrätten siden 1971 den lokale domstol og almene underret.
- I Norge er Tingretten siden 2002 den lokale domstol og almene underret, hvor den erstattede byrett og herredsrett.
- I Finland har man siden 1993 haft Tingsrätt (finsk: Käräjäoikeus) tilsvarende i Sverige.